# Дембоґури
Дембоґури (пол. Dębogóry) — село в Польщі, у гміні Косьцежина Косьцерського повіту Поморського воєводства.
Населення — 150 осіб (2011).
У 1975-1998 роках село належало до Гданського воєводства.

## Демографія
Демографічна структура станом на 31 березня 2011 року:
|          | Загалом | Допрацездатний вік | Працездатний вік | Постпрацездатний вік |
| -------- | ------- | ------------------ | ---------------- | -------------------- |
| Чоловіки | 77      | 19                 | 49               | 9                    |
| Жінки    | 73      | 24                 | 36               | 13                   |
| Разом    | 150     | 43                 | 85               | 22                   |